# George Osborne (6e duc de Leeds)
George William Frederick Osborne, 6e duc de Leeds (21 juillet 1775 - 10 juillet 1838) est un homme politique et pair Britannique.

## Biographie

### Vie privée
Il est le fils aîné de Francis Osborne, 5e duc de Leeds et de sa première épouse, Amelia Darcy, 12e baronne Darcy de Knayth et 9e baronne Conyers, fille de Robert Darcy, 4e comte d'Holderness.
Francis Osborne, 1er baron Godolphin est son frère cadet. Ses parents ont divorcé en mai 1779.
Il est titré comte de Danby entre 1775 et 1789 puis marquis de Carmarthen entre 1789 et 1799.
En janvier 1784, à l'âge de huit ans, il devient 13e baron Darcy de Knayth et 10e baron Conyers à la mort prématurée de sa mère. En 1799, il succède également à son père dans le duché de Leeds.

### Vie publique
Il est nommé Lord Lieutenant du North Riding of Yorkshire en 1802, poste qu'il occupe jusqu'à sa mort.
En mai 1827, il entre dans le gouvernement de George Canning tant que grand écuyer. Il exerce ses fonctions sous Frederick Robinson, 1er comte de Ripon entre août 1827 et janvier 1828 et sous le Arthur Wellesley, 1er duc de Wellington entre janvier 1828 et novembre 1830.
Il est admis au Conseil privé en 1827 et est nommé chevalier de la jarretière le même mois.
Le duc de Leeds meurt à Londres en juillet 1838, à l'âge de 62 ans. Il est remplacé dans le duché par son fils aîné Francis. La duchesse de Leeds meurt en juillet 1856, à l'âge de 80 ans.

## Famille

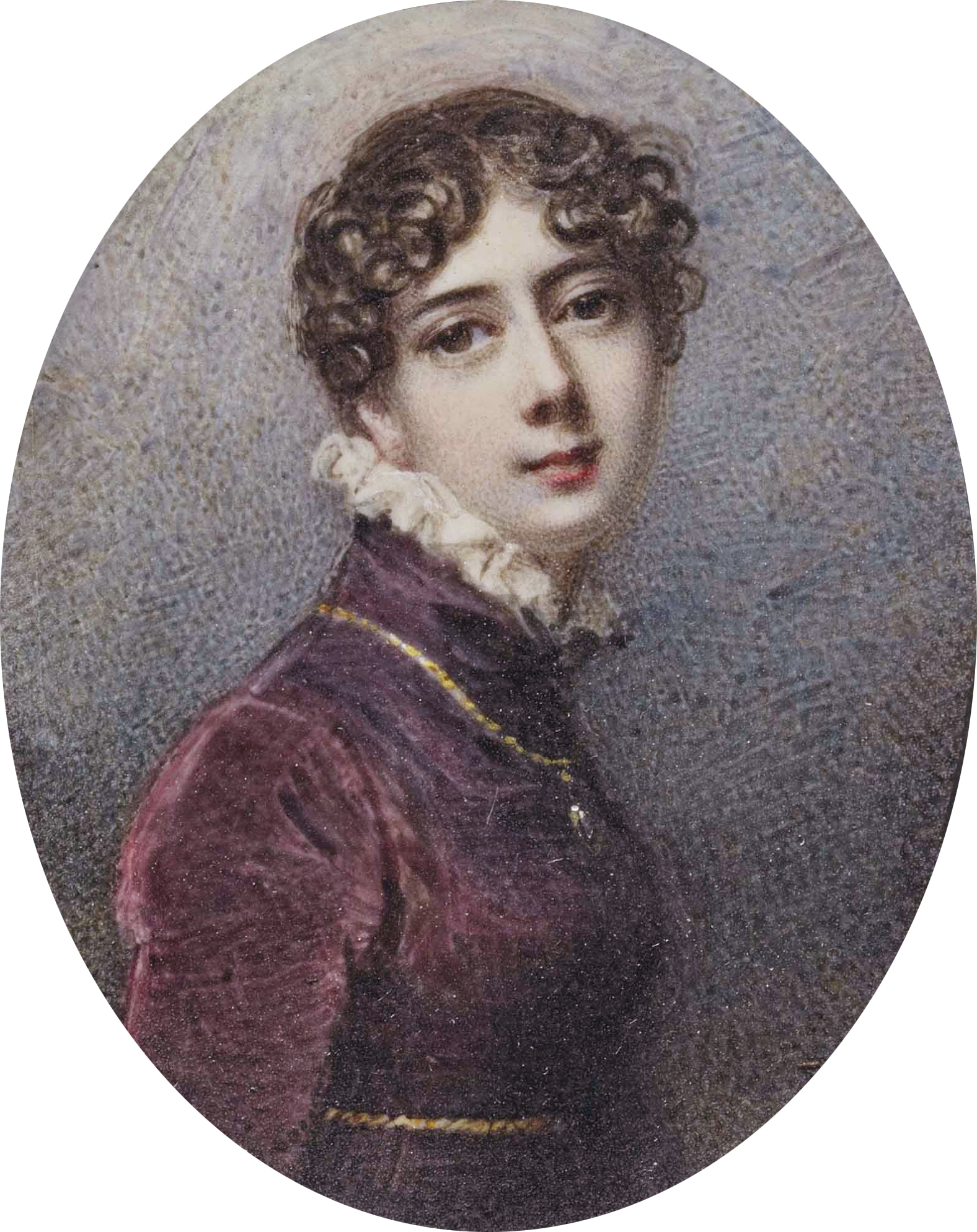
Charlotte Townshend, duchesse de Leeds (Anne Mee).

Il épouse, le 17 août 1797, Charlotte Townshend (1776-1826), fille de George Townshend, 1er marquis Townshend et d'Anne Montgomery. Ils ont trois enfants.
- Francis D'arcy-Osborne, 7e duc de Leeds (21 mai 1798 - 4 mai 1859) épouse Louisa Catherine Caton (1791 - 8 avril 1874), sans descendance ;
- Charlotte Mary Anne Georgiana Osborne (16 juillet 1801 - 17 janvier 1836) épouse Sackville Lane-Fox (24 mars 1797 - 18 août 1874) , dont descendance ;
- Conyers George Thomas William Osborne (6 mai 1812 - 16 février 1831), célibataire, sans enfants.

Le 6e duc de Leeds est enterré dans la chapelle de la famille Osborne à l'église All Hallows, à Harthill, dans le Yorkshire du Sud.

## Distinctions

### Décorations britanniques
- Ordre de la Jarretière (1827)